# فتى يدعى كريسماس
فتى يُدعى كريسماس (بالإنجليزية: A Boy Called Christmas)‏ هو فيلم خيالي بريطاني لعام 2021، من إخراج جيل كنعان ومن سيناريو أول باركر، يستند الفيلم إلى كتاب عام 2015 الذي يحمل نفس الاسم للكاتب مات هيج. صدر الفيلم في 26 نوفمبر 2021 في المملكة المتحدة وأستراليا ونيوزيلندا وفرنسا وألمانيا والصين من قبل ستوديو كنال، بينما صدر دولياً على نتفليكس، في 24 نوفمبر 2021.

## روابط خارجية
صبيّ اسمه كريسماس على موقع IMDb (الإنجليزية)
- صبيّ اسمه كريسماس على موقع أول موفي (الإنجليزية)
- صبيّ اسمه كريسماس على موقع فيلمافينيتي (الإسبانية)
- صبيّ اسمه كريسماس على موقع قاعدة بيانات الفيلم (الإنجليزية)
- صبيّ اسمه كريسماس على موقع ليتربوكسد (الإنجليزية)
- صبيّ اسمه كريسماس على موقع كينوبويسك (الروسية)